# Kraljevsko društvo za unaprjeđenje prirodnih znanosti
Londonsko kraljevsko društvo za unaprjeđenje prirodnih znanosti (engl. Royal Society of London for Improving Natural Knowledge), kraće zvano Kraljevsko društvo (engl. Royal Society), britansko je znanstveno društvo osnovano radi njegovanja znanosti. Vrijedi kao akademija znanosti Ujedinjenog Kraljevstva za prirodne znanosti. Osnovao ju je studenoga 1662. godine kraljevskom poveljom kralj Karlo II. kao "Kraljevsko društvo Londona" (Royal Society of London). Sjedište se nalazi u Londonu. Članovi Kraljevskog društva nose naslov Fellow of the Royal Society (FRS). Društvo danas djeluje kao znanstveni savjetnik britanske vlade i prima parlamentsku subvenciju. Društvo danas ima 5 kraljevskih članova, 1450 redovnih članova, 140 inozemnih članova te počasne članove. Današnji predsjednik društva je Paul Maxime Nurse.

## Vanjske poveznice
Mrežna mjesta
- The Royal Society, službeno mrežno mjesto (engl.)